# Cimitarra
Cimitarra là một khu tự quản thuộc tỉnh Santander, Colombia. Thủ phủ của khu tự quản Cimitarra đóng tại Cimitarra Khu tự quản Cimitarra có diện tích 2847 ki lô mét vuông. Đến thời điểm ngày 28 tháng 5 năm 2005, khu tự quản Cimitarra có dân số 20948 người.